# Barragem de Pedrógão
A Barragem de Pedrógão localiza-se no rio Guadiana, no concelho da Vidigueira, distrito de Beja, em Portugal.
A barragem de Pedrógão desempenha a função de contra-embalse da barragem de Alqueva, permitindo que a central hidroeléctrica de Alqueva possa funcionar de forma reversível.

## Descrição
Esta barragem, inaugurada em Março de 2006, visa estabilizar o caudal do rio Guadiana a jusante da barragem de Alqueva, para permitir que esta barragem realize a bombagem para montante nos períodos de vazio eléctrico, permitindo a produção de energia eléctrica e o abastecimento de água para rega.

## Biodiversidade
Os estudos prévios à construção da barragem identificaram as espécies de peixes existentes no rio Guadiana e os percursos realizados dentro do rio. Foram identificadas diversas espécies da maior família de peixes de água doce - os ciprinídeos - como barbos e bogas autóctones e algumas espécies endémicas da região. O estudo permitiu perceber que os peixes realizam migrações dentro do rio para fins reprodutivos, preferindo as zonas de leitos de cascalho mais a montante para locais de desova. 